# Wham!/Auszeichnungen für Musikverkäufe

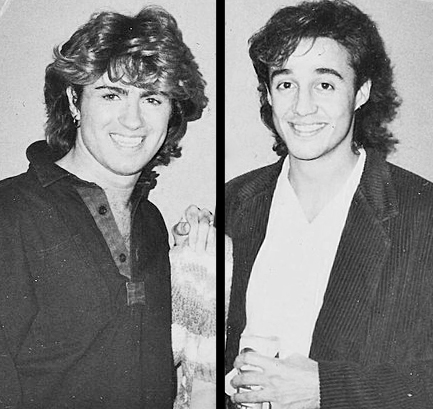
Wham! (ca. 1984/85)

Dies ist eine Übersicht über die Auszeichnungen für Musikverkäufe des britischen Popduos Wham!. Die Auszeichnungen finden sich nach ihrer Art (Gold, Platin usw.), nach Staaten getrennt in chronologischer Reihenfolge, geordnet sowie nach den Tonträgern selbst in alphabetischer Reihenfolge, getrennt nach Medium (Alben, Singles usw.), wieder.

## Auszeichnungen
| - Vereinigtes Königreich - 1982: für die Single Young Guns (Go for It) - 1983: für die Single Bad Boys - 1986: für die Single The Edge of Heaven - 2025: für das Album The Singles – Echoes from the Edge of Heaven - Australien - 1997: für das Album The Best of Wham!: If You Were There - 2024: für das Album Fantastic - Dänemark - 2021: für das Album Make It Big - 2025: für die Single Club Tropicana - Deutschland - 1985: für das Album Make It Big - 1986: für das Album The Final - 2023: für die Single Wake Me Up Before You Go-Go - Japan - 1993: für das Album The Best Remixes - 1997: für die Single Club Tropicana - 1999: für das Album The Best of Wham!: If You Were There - Kanada - 1985: für die Single Everything She Wants - 1986: für die Single I’m Your Man - Neuseeland - 1997: für das Album The Best of Wham!: If You Were There - 2022: für das Album George Michael & Wham! Last Christmas: The Original Motion Picture Soundtrack - 2024: für das Album The Singles – Echoes from the Edge of Heaven - Niederlande - 1984: für die Single Wake Me Up Before You Go-Go - 1984: für das Album Fantastic - 1984: für die Single Freedom - Polen - 1998: für das Album The Best of Wham!: If You Were There - Spanien - 1987: für das Album The Final - 1998: für das Album The Best of Wham!: If You Were There - Vereinigte Staaten - 1986: für das Videoalbum Wham! – The Video - 1987: für das Videoalbum Wham! in China – Foreign Skies - 1989: für das Album Fantastic - 1992: für die Single Everything She Wants - Vereinigtes Königreich - 1984: für die Single Wake Me Up Before You Go-Go (Physisch) - 1984: für die Single Freedom - 1985: für die Single I’m Your Man - 2013: für das Videoalbum The Best of Wham! - 2024: für die Single Everything She Wants - 2024: für das Album George Michael & Wham! Last Christmas: The Original Motion Picture Soundtrack - Frankreich - 1988: für das Album Make It Big | - Australien - 2024: für das Album Make It Big - Belgien - 1995: für das Album The Final - 1998: für das Album The Best of Wham!: If You Were There - Dänemark - 2013: für das Streaming Last Christmas - Europa - 1998: für das Album The Best of Wham!: If You Were There - Finnland - 1995: für das Album Make It Big - Frankreich - 1995: für das Album The Final - Hongkong - 1985: für das Album Make It Big - 1988: für das Album The Final - Italien - 2019: für die Single Wake Me Up Before You Go-Go - Japan - 1983: für das Album Fantastic - 1985: für das Album Make It Big - 1992: für das Album The Final - 2011: für die Single Last Christmas (Mobile Downloads) - Kanada - 1985: für die Single Wake Me Up Before You Go-Go - 1986: für das Album Music from the Edge of Heaven - Neuseeland - 1983: für das Album Fantastic - Niederlande - 1984: für das Album Make It Big - 1984: für die Single Last Christmas - 1986: für das Album The Final - 2000: für das Album The Best of Wham!: If You Were There - Schweiz - 1984: für das Album Make It Big - Spanien - 2024: für die Single Wake Me Up Before You Go-Go - Vereinigte Staaten - 1986: für das Album Music from the Edge of Heaven - 1992: für die Single Wake Me Up Before You Go-Go - Vereinigtes Königreich - 1985: für die Single Last Christmas (Physisch) - 1986: für das Album The Final - 2022: für die Single Club Tropicana | - Australien - 2017: für die Single Wake Me Up Before You Go-Go - Dänemark - 2024: für die Single Wake Me Up Before You Go-Go - Griechenland - 2024: für die Single Last Christmas - Italien - ????: für das Album Make It Big - Japan - 1996: für die Single Last Christmas - Neuseeland - 1985: für das Album Make It Big - Portugal - 2023: für die Single Last Christmas - Spanien - 2023: für die Single Last Christmas - Vereinigtes Königreich - 1998: für das Album The Best of Wham!: If You Were There - Deutschland - 2023: für die Single Last Christmas - Italien - 2023: für die Single Last Christmas - Japan - 2019: für den Ringtone Last Christmas - Neuseeland - 2023: für die Single Wake Me Up Before You Go-Go - Vereinigtes Königreich - 1987: für das Album Fantastic - 2024: für die Single Wake Me Up Before You Go-Go (Digital) - Neuseeland - 2024: für die Single Last Christmas - Vereinigtes Königreich - 1987: für das Album Make It Big - Neuseeland - 1996: für das Album The Final - Dänemark - 2023: für die Single Last Christmas - Kanada - 1985: für das Album Make It Big - Vereinigte Staaten - 1994: für das Album Make It Big - Vereinigte Staaten - 2024: für die Single Last Christmas - Australien - 2024: für die Single Last Christmas - Vereinigtes Königreich - 2025: für die Single Last Christmas (Digital) - Kanada - 2024: für die Single Last Christmas - Schweden - 2023: für die Single Last Christmas |

## Auszeichnungen nach Alben

### Fantastic
| Land/Region                  | Auszeichnungen für Musikverkäufe (Land/Region, Auszeichnung, Verkäufe) | Verkäufe  |
| ---------------------------- | ---------------------------------------------------------------------- | --------- |
| Australien (ARIA)            | Gold                                                                   | 35.000    |
| Japan (RIAJ)                 | Platin                                                                 | 200.000   |
| Neuseeland (RMNZ)            | Platin                                                                 | 20.000    |
| Niederlande (NVPI)           | Gold                                                                   | 50.000    |
| Vereinigte Staaten (RIAA)    | Gold                                                                   | 500.000   |
| Vereinigtes Königreich (BPI) | 3× Platin                                                              | 900.000   |
| Insgesamt                    | 3× Gold · 5× Platin ·                                                  | 1.705.000 |

### Make It Big
| Land/Region                  | Auszeichnungen für Musikverkäufe (Land/Region, Auszeichnung, Verkäufe) | Verkäufe  |
| ---------------------------- | ---------------------------------------------------------------------- | --------- |
| Australien (ARIA)            | Platin                                                                 | 70.000    |
| Dänemark (IFPI)              | Gold                                                                   | 10.000    |
| Deutschland (BVMI)           | Gold                                                                   | 250.000   |
| Finnland (IFPI)              | Platin                                                                 | 53.465    |
| Frankreich (SNEP)            | 2× Gold                                                                | 200.000   |
| Hongkong (IFPI/HKRIA)        | Platin                                                                 | 20.000    |
| Italien (FIMI)               | 2× Platin                                                              | 400.000   |
| Japan (RIAJ)                 | Platin                                                                 | 821.000   |
| Kanada (MC)                  | 6× Platin                                                              | 600.000   |
| Neuseeland (RMNZ)            | 2× Platin                                                              | 40.000    |
| Niederlande (NVPI)           | Platin                                                                 | 100.000   |
| Schweiz (IFPI)               | Platin                                                                 | 50.000    |
| Vereinigte Staaten (RIAA)    | 6× Platin                                                              | 6.000.000 |
| Vereinigtes Königreich (BPI) | 4× Platin                                                              | 1.250.000 |
| Insgesamt                    | 4× Gold · 26× Platin ·                                                 | 9.864.465 |

### The Final
| Land/Region                  | Auszeichnungen für Musikverkäufe (Land/Region, Auszeichnung, Verkäufe) | Verkäufe  |
| ---------------------------- | ---------------------------------------------------------------------- | --------- |
| Belgien (BRMA)               | Platin                                                                 | 50.000    |
| Deutschland (BVMI)           | Gold                                                                   | 250.000   |
| Frankreich (SNEP)            | Platin                                                                 | 300.000   |
| Hongkong (IFPI/HKRIA)        | Platin                                                                 | 20.000    |
| Japan (RIAJ)                 | Platin                                                                 | 200.000   |
| Neuseeland (RMNZ)            | 5× Platin                                                              | 75.000    |
| Niederlande (NVPI)           | Platin                                                                 | 100.000   |
| Spanien (Promusicae)         | Gold                                                                   | 50.000    |
| Vereinigtes Königreich (BPI) | Platin                                                                 | 300.000   |
| Insgesamt                    | 2× Gold · 11× Platin ·                                                 | 1.345.000 |

### The Best Remixes
| Land/Region  | Auszeichnungen für Musikverkäufe (Land/Region, Auszeichnung, Verkäufe) | Verkäufe |
| ------------ | ---------------------------------------------------------------------- | -------- |
| Japan (RIAJ) | Gold                                                                   | 100.000  |
| Insgesamt    | 1× Gold ·                                                              | 100.000  |

### Music from the Edge of Heaven
| Land/Region               | Auszeichnungen für Musikverkäufe (Land/Region, Auszeichnung, Verkäufe) | Verkäufe  |
| ------------------------- | ---------------------------------------------------------------------- | --------- |
| Kanada (MC)               | Platin                                                                 | 100.000   |
| Vereinigte Staaten (RIAA) | Platin                                                                 | 1.000.000 |
| Insgesamt                 | 2× Platin ·                                                            | 1.100.000 |

### The Best of Wham!: If You Were There
| Land/Region                  | Auszeichnungen für Musikverkäufe (Land/Region, Auszeichnung, Verkäufe) | Verkäufe  |
| ---------------------------- | ---------------------------------------------------------------------- | --------- |
| Australien (ARIA)            | Gold                                                                   | 35.000    |
| Belgien (BRMA)               | Platin                                                                 | (50.000)  |
| Europa (IFPI)                | Platin                                                                 | 1.000.000 |
| Japan (RIAJ)                 | Gold                                                                   | 100.000   |
| Neuseeland (RMNZ)            | Gold                                                                   | 7.500     |
| Niederlande (NVPI)           | Platin                                                                 | (80.000)  |
| Polen (ZPAV)                 | Gold                                                                   | (50.000)  |
| Spanien (Promusicae)         | Gold                                                                   | (50.000)  |
| Vereinigtes Königreich (BPI) | 2× Platin                                                              | (600.000) |
| Insgesamt                    | 5× Gold · 5× Platin ·                                                  | 1.142.500 |

### George Michael & Wham! Last Christmas: The Original Motion Picture Soundtrack
| Land/Region                  | Auszeichnungen für Musikverkäufe (Land/Region, Auszeichnung, Verkäufe) | Verkäufe |
| ---------------------------- | ---------------------------------------------------------------------- | -------- |
| Neuseeland (RMNZ)            | Gold                                                                   | 7.500    |
| Vereinigtes Königreich (BPI) | Gold                                                                   | 100.000  |
| Insgesamt                    | 2× Gold ·                                                              | 107.500  |

### The Singles – Echoes from the Edge of Heaven
| Land/Region                  | Auszeichnungen für Musikverkäufe (Land/Region, Auszeichnung, Verkäufe) | Verkäufe |
| ---------------------------- | ---------------------------------------------------------------------- | -------- |
| Neuseeland (RMNZ)            | Gold                                                                   | 7.500    |
| Vereinigtes Königreich (BPI) | Silber                                                                 | 60.000   |
| Insgesamt                    | 1× Silber · 1× Gold ·                                                  | 67.500   |

## Auszeichnungen nach Singles

### Young Guns (Go for It)
| Land/Region                  | Auszeichnungen für Musikverkäufe (Land/Region, Auszeichnung, Verkäufe) | Verkäufe |
| ---------------------------- | ---------------------------------------------------------------------- | -------- |
| Vereinigtes Königreich (BPI) | Silber                                                                 | 250.000  |
| Insgesamt                    | 1× Silber ·                                                            | 250.000  |

### Bad Boys
| Land/Region                  | Auszeichnungen für Musikverkäufe (Land/Region, Auszeichnung, Verkäufe) | Verkäufe |
| ---------------------------- | ---------------------------------------------------------------------- | -------- |
| Vereinigtes Königreich (BPI) | Silber                                                                 | 250.000  |
| Insgesamt                    | 1× Silber ·                                                            | 250.000  |

### Club Tropicana
| Land/Region                  | Auszeichnungen für Musikverkäufe (Land/Region, Auszeichnung, Verkäufe) | Verkäufe |
| ---------------------------- | ---------------------------------------------------------------------- | -------- |
| Dänemark (IFPI)              | Gold                                                                   | 45.000   |
| Japan (RIAJ)                 | Gold                                                                   | 50.000   |
| Vereinigtes Königreich (BPI) | Platin                                                                 | 600.000  |
| Insgesamt                    | 2× Gold · 1× Platin ·                                                  | 695.000  |

### Wake Me Up Before You Go-Go
| Land/Region                  | Auszeichnungen für Musikverkäufe (Land/Region, Auszeichnung, Verkäufe) | Verkäufe  |
| ---------------------------- | ---------------------------------------------------------------------- | --------- |
| Australien (ARIA)            | 2× Platin                                                              | 140.000   |
| Dänemark (IFPI)              | 2× Platin                                                              | 180.000   |
| Deutschland (BVMI)           | Gold                                                                   | 250.000   |
| Italien (FIMI)               | Platin                                                                 | 50.000    |
| Kanada (MC)                  | Platin                                                                 | 100.000   |
| Neuseeland (RMNZ)            | 3× Platin                                                              | 90.000    |
| Niederlande (NVPI)           | Gold                                                                   | 75.000    |
| Spanien (Promusicae)         | Platin                                                                 | 60.000    |
| Vereinigte Staaten (RIAA)    | Platin                                                                 | 1.000.000 |
| Vereinigtes Königreich (BPI) | Gold (Physisch) · + 3× Platin (Digital)                                | 2.300.000 |
| Insgesamt                    | 3× Gold · 14× Platin ·                                                 | 4.245.000 |

### Freedom
| Land/Region                  | Auszeichnungen für Musikverkäufe (Land/Region, Auszeichnung, Verkäufe) | Verkäufe |
| ---------------------------- | ---------------------------------------------------------------------- | -------- |
| Niederlande (NVPI)           | Gold                                                                   | 75.000   |
| Vereinigtes Königreich (BPI) | Gold                                                                   | 500.000  |
| Insgesamt                    | 2× Gold ·                                                              | 575.000  |

### Last Christmas
| Land/Region                  | Auszeichnungen für Musikverkäufe (Land/Region, Auszeichnung, Verkäufe) | Verkäufe   |
| ---------------------------- | ---------------------------------------------------------------------- | ---------- |
| Australien (ARIA)            | 8× Platin                                                              | 560.000    |
| Dänemark (IFPI)              | 6× Platin                                                              | 540.000    |
| Deutschland (BVMI)           | 3× Platin                                                              | 1.500.000  |
| Griechenland (IFPI)          | 2× Platin                                                              | 40.000     |
| Italien (FIMI)               | 3× Platin                                                              | 300.000    |
| Japan (RIAJ)                 | 2× Platin · + 3× Platin (Ringtone) · + Platin (Mobile Downloads)       | 1.200.000  |
| Kanada (MC)                  | 9× Platin                                                              | 720.000    |
| Neuseeland (RMNZ)            | 4× Platin                                                              | 120.000    |
| Niederlande (NVPI)           | Platin                                                                 | 100.000    |
| Portugal (AFP)               | 2× Platin                                                              | 20.000     |
| Schweden (IFPI)              | 10× Platin                                                             | 800.000    |
| Spanien (Promusicae)         | 2× Platin                                                              | 120.000    |
| Vereinigte Staaten (RIAA)    | 7× Platin                                                              | 7.000.000  |
| Vereinigtes Königreich (BPI) | Platin (Physisch) · + 8× Platin (Digital)                              | 5.800.000  |
| Insgesamt                    | 72× Platin ·                                                           | 18.820.000 |

### Everything She Wants
| Land/Region                  | Auszeichnungen für Musikverkäufe (Land/Region, Auszeichnung, Verkäufe) | Verkäufe |
| ---------------------------- | ---------------------------------------------------------------------- | -------- |
| Kanada (MC)                  | Gold                                                                   | 50.000   |
| Vereinigte Staaten (RIAA)    | Gold                                                                   | 500.000  |
| Vereinigtes Königreich (BPI) | Gold                                                                   | 400.000  |
| Insgesamt                    | 3× Gold ·                                                              | 950.000  |

### I’m Your Man
| Land/Region                  | Auszeichnungen für Musikverkäufe (Land/Region, Auszeichnung, Verkäufe) | Verkäufe |
| ---------------------------- | ---------------------------------------------------------------------- | -------- |
| Kanada (MC)                  | Gold                                                                   | 50.000   |
| Vereinigtes Königreich (BPI) | Gold                                                                   | 500.000  |
| Insgesamt                    | 2× Gold ·                                                              | 550.000  |

### The Edge of Heaven
| Land/Region                  | Auszeichnungen für Musikverkäufe (Land/Region, Auszeichnung, Verkäufe) | Verkäufe |
| ---------------------------- | ---------------------------------------------------------------------- | -------- |
| Vereinigtes Königreich (BPI) | Silber                                                                 | 250.000  |
| Insgesamt                    | 1× Silber ·                                                            | 250.000  |

## Auszeichnungen nach Videoalben

### Wham! – The Video
| Land/Region               | Auszeichnungen für Musikverkäufe (Land/Region, Auszeichnung, Verkäufe) | Verkäufe |
| ------------------------- | ---------------------------------------------------------------------- | -------- |
| Vereinigte Staaten (RIAA) | Gold                                                                   | 50.000   |
| Insgesamt                 | 1× Gold ·                                                              | 50.000   |

### Wham! in China – Foreign Skies
| Land/Region               | Auszeichnungen für Musikverkäufe (Land/Region, Auszeichnung, Verkäufe) | Verkäufe |
| ------------------------- | ---------------------------------------------------------------------- | -------- |
| Vereinigte Staaten (RIAA) | Gold                                                                   | 50.000   |
| Insgesamt                 | 1× Gold ·                                                              | 50.000   |

### The Best of Wham!
| Land/Region                  | Auszeichnungen für Musikverkäufe (Land/Region, Auszeichnung, Verkäufe) | Verkäufe |
| ---------------------------- | ---------------------------------------------------------------------- | -------- |
| Vereinigtes Königreich (BPI) | Gold                                                                   | 25.000   |
| Insgesamt                    | 1× Gold ·                                                              | 25.000   |

## Auszeichnungen nach Musikstreamings

### Last Christmas
| Land/Region     | Auszeichnungen für Musikverkäufe (Land/Region, Auszeichnung, Verkäufe) | Verkäufe  |
| --------------- | ---------------------------------------------------------------------- | --------- |
| Dänemark (IFPI) | Platin                                                                 | 1.800.000 |
| Insgesamt       | 1× Platin ·                                                            | 1.800.000 |

## Statistik und Quellen
| Land/RegionAuszeichnungen für Musikverkäufe (Land/Region, Auszeichnungen, Verkäufe, Quellen) | Silber     | Gold       | Platin         | Verkäufe    | Quellen                         |
| -------------------------------------------------------------------------------------------- | ---------- | ---------- | -------------- | ----------- | ------------------------------- |
| Australien (ARIA)                                                                            | —          | 2× Gold2   | 11× Platin11   | 840.000     | aria.com.au, Einzelnachweise    |
| Belgien (BRMA)                                                                               | —          | —          | 2× Platin2     | 100.000     | ultratop.be                     |
| Dänemark (IFPI)                                                                              | —          | 2× Gold2   | 9× Platin9     | 775.000     | ifpi.dk                         |
| Deutschland (BVMI)                                                                           | —          | 3× Gold3   | 3× Platin3     | 2.250.000   | musikindustrie.de               |
| Europa (IFPI)                                                                                | —          | —          | Platin1        | (1.000.000) | ifpi.org                        |
| Finnland (IFPI)                                                                              | —          | —          | Platin1        | 53.465      | ifpi.fi                         |
| Frankreich (SNEP)                                                                            | —          | 2× Gold2   | Platin1        | 500.000     | infodisc.fr snepmusique.com     |
| Griechenland (IFPI)                                                                          | —          | —          | 2× Platin2     | 40.000      | Einzelnachweise                 |
| Hongkong (IFPI/HKRIA)                                                                        | —          | —          | 2× Platin2     | 40.000      | ifpihk.org                      |
| Italien (FIMI)                                                                               | —          | —          | 6× Platin6     | 730.000     | fimi.it, Einzelnachweise        |
| Japan (RIAJ)                                                                                 | —          | 3× Gold3   | 9× Platin9     | 2.721.000   | riaj.or.jp JP2, Einzelnachweise |
| Kanada (MC)                                                                                  | —          | 2× Gold2   | 17× Platin17   | 1.620.000   | musiccanada.com                 |
| Neuseeland (RMNZ)                                                                            | —          | 3× Gold3   | 15× Platin15   | 367.500     | aotearoamusiccharts.co.nz NZ2   |
| Niederlande (NVPI)                                                                           | —          | 3× Gold3   | 4× Platin4     | 600.000     | nvpi.nl                         |
| Polen (ZPAV)                                                                                 | —          | Gold1      | —              | 50.000      | olis.pl                         |
| Portugal (AFP)                                                                               | —          | —          | 2× Platin2     | 20.000      | Einzelnachweise                 |
| Schweiz (IFPI)                                                                               | —          | —          | Platin1        | 50.000      | Einzelnachweise                 |
| Schweden (IFPI)                                                                              | —          | —          | 10× Platin10   | 800.000     | sverigetopplistan.se            |
| Spanien (Promusicae)                                                                         | —          | 2× Gold2   | 3× Platin3     | 280.000     | elportaldemusica.es ES2         |
| Vereinigte Staaten (RIAA)                                                                    | —          | 4× Gold4   | 15× Platin15   | 17.600.000  | riaa.com                        |
| Vereinigtes Königreich (BPI)                                                                 | 4× Silber4 | 8× Gold8   | 23× Platin23   | 14.235.000  | bpi.co.uk, Einzelnachweise      |
| Insgesamt                                                                                    | 4× Silber4 | 35× Gold35 | 137× Platin137 |             |                                 |